# باول ميتشيل (لاعب كرة قدم أمريكية)
باول ميتشيل (بالإنجليزية: Paul Mitchell)‏ هو لاعب كرة قدم أمريكية أمريكي، ولد في 10 أغسطس 1920 في منيابولس في الولايات المتحدة، وتوفي في 11 مارس 2017 في شبه جزيرة بالوس فيرديس في الولايات المتحدة.

## وصلات خارجية
- باول ميتشيل على موقع مرجع كرة القدم المحترفة.كوم (الإنجليزية)